# Георги Цанев (литературовед)
Вижте пояснителната страница за други личности с името Георги Цанев.
Георги Ценов Цанев е български литературовед, една от най-авторитетните фигури в литературния и културния живот на България, както в междувоенния период, така и след Втората световна война. Литературен историк и критик, изследовател, академик, проникновен тълкувател на класически творби от българската литература, оперативен критик с точно естетическо чувство за ценното и приносното в текущия литературен процес. Университетски преподавател, ръководител на Катедрата по история на българската литература към Факултета по славянски филологии в Софийския университет „Св. Климент Охридски“ (1950 – 1961). Директор на Института по литература към БАН и завеждащ секцията по история на българската литература (1950 – 1975).

## Биография
Георги Цанев е роден на 21 септември 1895 г. в с. Борован, Врачанска област. Завършва гимназия във Враца през 1915 г. и славянска филология в СУ „Св. Климент Охридски“ (1923). В продължение на две години специализира в Карловия университет в Прага, Чехия (1926 – 1928).
Дебютира в литературния печат през 1922 г. (в. „Младеж) със статия, посветена на стихосбирката „Да бъде ден!“ на Христо Смирненски. Георги Цанев е този, който предлага това заглавие на книгата (а не първоначалното „През бурята“1)
От началото на 20-те години на XX век сътрудничи на Георги-Бакаловото издание „Нов път“, където заедно с Асен Разцветников, Никола Фурнаджиев и Ангел Каралийчев е част от т.нар. „новопътска (или „септемврийска“) четворка“. Отношенията с Бакалов търпят разрив след юбилейното четене през 1924 г., посветено на 10-годишнината от смъртта на Пейо Яворов. Обвиненията срещу Цанев са в това, че той е изневерил на „лявата“ трактовка на творчеството на големия поет и е възхвалявал един буржоазен автор. След това Георги Цанев сътрудничи дълго време на сп. „Златорог“, редактирано от Владимир Василев.
В периода 1938 – 1943 г. основава и редактира собствено издание – „Изкуство и критика“, където дава трибуна на множество млади творци – Валери Петров, Блага Димитрова, Радой Ралин, Александър Вутимски, Александър Геров, Богомил Райнов. От 1944 г. е член на БКП.
След Втората световна война Георги Цанев написва едни от най-мащабните си изследвания – книгите за Яворов и Фурнаджиев, за историческия роман в българската литература, както и монументалната 4-томна книга „Страници от историята на българската литература“. В периода 1945 – 1948 г. е главен редактор на сп. „Изкуство“. Член на редколегиите на „Известия на Института за българска литература“, сп. „Септември“ и сп. „Литературна мисъл“. От 1949 г. е професор. В периода 1950 – 1961 г. ръководи Катедрата по българска литература на Софийския университет. От 1951 до 1952 г. е декан на Историко-филологическия факултет на университета. Член-кореспондент на БАН (1952). Между 1959 и 1963 г. е директор на Института по литература на БАН. Там от 1950 до 1975 г. завежда Секцията по история на българската литература след Освобождението.
За приноса му в българското литературознание и култура изобщо през 1974 г. БАН удостоява Георги Цанев с титлата академик.
Акад. Георги Цанев умира на 21 юли 1986 г. в София. Герой на социалистическия труд (указ № 1887 от 7 октомври 1975), заслужил деятел на културата (1963), народен деятел на културата (1971), лауреат на Димитровска награда (1982), носител на орден „9 септември 1944 г.“ (1946), орден „Кирил и Методий“ – I ст. (1963), орден „Народна република България“ – I ст. (1970).

## Семейство
Съпруга на акад. Цанев е поетесата, мемоаристка и преводачка Пенка Цанева-Бленика, с която имат син – биохимикът акад. Румен Цанев (1922 – 2007), и дъщеря – литературоведката чл.-кор. Милена Цанева (1930 – 2025).